# 森曉
森 曉（もり さとる、1907年（明治40年）6月19日 - 1982年（昭和57年）2月12日）は、日本の実業家、政治家。昭和電工社長、衆議院議員。衆議院議員の森清・森美秀は弟。三木武夫の妻睦子は妹である。

## 来歴・人物
森コンツェルンの創設者、森矗昶の長男として千葉県に生まれる。東京府立第五中学校、成城高等学校を経て、1934年（昭和9年）京都帝国大学文学部を卒業。昭和電工社長、千葉工業大学理事長などを務めた。1946年（昭和21年）千葉県から第22回衆議院議員総選挙に立候補し、当選。2期務める。日本自由党、民主自由党に所属した。1948年（昭和23年）11月、昭和電工に関する問題に関し、衆議院不当財産取引調査特別委員会に証人喚問された。
その後選挙地盤を実弟の清に譲って政界から退き、実業家として専念。1954年（昭和29年）日本冶金社長、1958年（昭和33年）ナスステンレス社長、1961年（昭和36年）日本精線社長を歴任し、1965年（昭和40年）に功績により藍綬褒章を受章した。1982年（昭和57年）2月12日死去。享年74。

## 家族
- 父・森矗昶[4]
- 弟・森清
- 弟・森美秀
- 妹・満江 ‐ 安西正夫の妻。長男安西孝之の岳父に正田英三郎、妻の妹に上皇后美智子。二男・直之の岳父に住友吉左衛門。娘の舅に大橋武夫 (政治家)、堀田庄三など。夫正夫の父は安西直一、兄に安西浩。浩の係累に佐藤栄作などがいる。
- 妹・三木睦子 ‐ 三木武夫の妻
- 妹・三重子 ‐ 田中覚の妻
- 前妻・佳年子 ‐ 室田義文長男・小一郎の娘。離婚後福田篤泰と再婚。[5]
  - 長男・森矗一 ‐ 日本冶金工業役員
  - 娘・敦子 ‐ 杉浦武雄の子・杉浦功（シグマトレーディング社長）の妻
  - 娘・泉 ‐ 夫の青柳脩（1937-）はTBSでバラエティ番組などのプロデューサーを経て、系列会社のピーシーエムジパングコミュニケーションズ社長、キャスト・プラス会長などを務めた。[6]
- 後妻・柴田早苗（1920-2004） ‐ 日劇ダンシングチームのダンサー、女優。北海道泊村出身、東洋音楽学校中退。NHKラジオ「二十の扉」の解答者に起用され、人気を博した。1955年に曉と結婚し、財閥の御曹司と有名タレントの結婚としてマスコミを賑わせた。二児を儲けた。[7][8]